# Louis-Pierre Montbrun

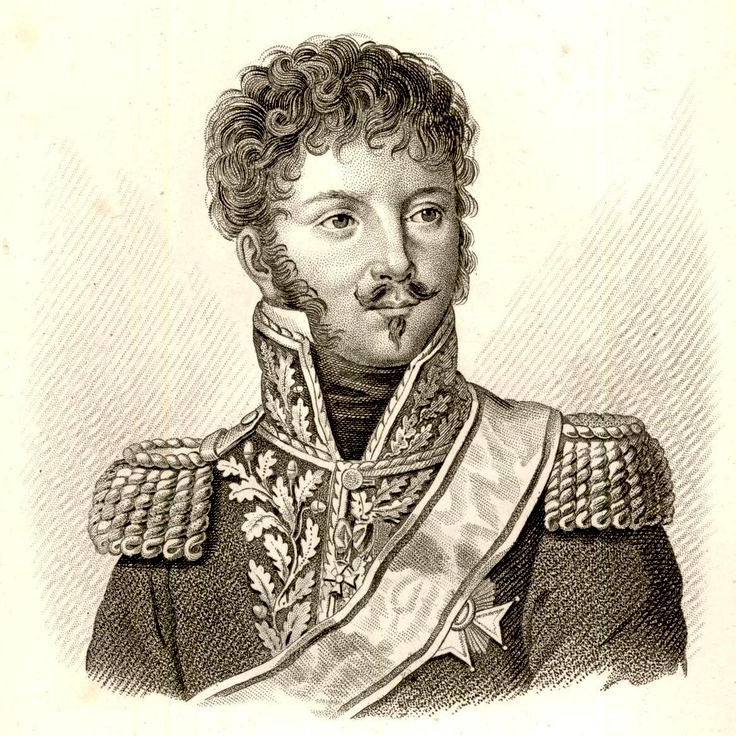
Louis Pierre Montbrun

Louis-Pierre Montbrun (* 1. März 1770 in Florensac; † 7. September 1812 bei Borodino) war ein französischer General und in den Koalitionskriegen  einer der bekannteren Kavallerieführer Napoleon I.

## Leben

### Herkunft
Louis-Pierre Montbrun wurde 1770 als viertes von neun Kindern aus der Ehe des Richters Jean-Joseph de Montbrun (14. Mai 1735 – 2. Oktober 1818) und der Rose Marie Arvieu (1740 – 16. Januar 1822) in Florensac, Hérault geboren. Ein jüngerer Bruder Alexandre (1775–1821) wurde später Kommandant der 7. Kavallerie-Chasseur-Regiment und stieg 1812 in den Rang eines Brigadegenerals auf. Montbruns militärische Karriere begann am 5. Mai 1789 mit seinem Beitritt zum elsässischen Jägern-Regiment. Der jüngste Bruder Auguste diente im Kavallerie-Chasseur-Regiment im Rang eines Sergeant und starb am 26. April 1800 in Offenburg an einer Verwundung.

### Frühe Militärkarriere
Während der ersten Jahre des Revolutionskrieges diente Montbrun in der Nord- und Mosel-Armee, 1794 wechselte zur Sambre- später zur Maas-Armee. Am 27. Juli 1796 wurde er zum Leutnant befördert. Erstes Aufsehen erregte Montbrun am 9. August 1796 in der Schlacht von Altendorf: Obwohl leicht verwundet, kämpfte er weiter gegen den Feind und verhinderte dadurch das General Richepanse in feindliche Gefangenschaft fiel.
Der Armeeführer General Moreau ernannte Montbrun darauf zum Kommandeur einer Reiter-Schwadron. Im Jahr 1798 wurde er im Rang eines Hauptmanns zur Rheinarmee überstellt. Am 5. Oktober 1799 bildeten seine Truppen einen Brückenkopf bei Nidda in der Nähe von Frankfurt, den er gegen 2000 Österreicher verteidigte. Später zeichnete er sich am 12. Oktober 1799 bei Groß-Gerau und am 16. Mai 1800 bei Erbach aus, wo er eine Attacke führte. Mit seiner Beförderung zum Oberst erhielt er am 15. Juni 1800 gleichzeitig den Befehl über das 1. Kavallerie-Chasseur-Regiment, mit dem er sich am 8. Juli 1800 vor Ulm bewährte, das General Richepanse belagerte. Im Sommer 1803 stand unter Marschall Davout mit seiner Reiterei im Feldlager von Brügge. Am 11. Dezember 1803 wurde er Ritter des Ordens der Ehrenlegion. Für seine brillanten Attacken während der Schlacht von Ried und seiner Teilnahme an der Schlacht von Austerlitz wurde Montbrun am 24. Dezember 1805 zum Général de brigade befördert. Kurz darauf wurde er zur Armee von Neapel versetzt. Nachdem er kurz unter General Reynier gedient hatte, wurde er dem Kommando General Espagnes unterstellt, bis er im September 1806 zurückgerufen wurde. Am Ende des Jahres 1806 zur Grande Armée versetzt, kommandiert im Korps Vandame zusammen mit General Minucchi die Kavallerie-Division, die aus französischen- und württembergischen Kavallerieregimenter im Winterfeldzug in Schlesien. Am 30. November 1806 schlug er der Nähe von Ohlau die Truppen des Prinzen von Anhalt-Pleß und brachte 1800 Gefangene und 7 Geschütze ein. Am 17. März 1807 führte er die leichte Kavallerie-Brigade beim 5. Armeekorps. Der 11. Juni 1807 zeichnete er sich bei der Einnahme der Drewkenow-Brücke über den Omulew aus.
Während seiner Zeit in Bayonne kämpfte seine Brigade in Spanien ohne seine Führung und Napoleon, unzufrieden mit Montbrun, überlegte, ihn aus dem Amt zu entfernen. Als Montbrun den Ernst seiner Situation erkannte, eilte er sofort auf den Kriegsschauplatz, mit dem Ziel sich beim Kaiser zu rehabilitieren. Am 30. November 1808 führte er in der Schlacht von Somosierra einen der berühmtesten Kavallerieangriffe in den Koalitionskriegen. Als die erschöpfte französische Infanterie nicht mehr in der Lage war, die hinter einem steilen Grat verschanzten Spanier zu attackieren, ließ Montbrun die polnischen Garde-Lanciers einen Angriff führen, welcher eine spanische 15-cm-Batterie stürmte. Am 4. Dezember zog seine Reiterei in Madrid ein und brach den dortigen Widerstand, dabei musste er sich mit seinem Säbel einen Weg durch die feindliche Bevölkerung schlagen.
Am 9. März 1809 erhielt Montbrun den Rang des Général de division und nahm im Feldzug von 1809 in Deutschland und Österreich teil. Seit dem 30. März befehligte er eine Division der leichten Kavallerie im Korps Davout. Er zeichnete sich am 22. April in der Schlacht bei Eggmühl, am 25. April beim Gefecht von Nittenau und am 7. Juni bei Rabnitza aus. Am 13. Juni 1809, am Vorabend der Schlacht bei Raab, stieß er bei Sazuak mit der Avantgarde auf feindliche Kavallerie. Als er den Feind angriff, wäre er umzingelt worden, wenn nicht die Infanterie unter General Durutte rechtzeitig zur Hilfe gekommen wäre. Am 16. Juni wurden seine Außenposten plötzlich von 600 österreichischen Reitern mit Infanterie-Unterstützung angegriffen; Montbrun stand an der Spitze des Regiments und griff den Feind mit Ungestüm an und warf ihn auf die Mauern von Komorn zurück.
Am 10. April 1810 erhielt Montbrun das Kommando über die gesamte Kavallerie der Armee Massena am portugiesischen Kriegsschauplatz. Vom 24. Juli bis 28. August 1810 nahm seine Reiterei an der Belagerung von Almeida teil, die am 29. September nach der Schlacht von Busaco die britischen Positionen durchbrachen. In der Schlacht von Fuentes de Onoro (5. Mai 1811) führte Montbrun 2400 Reiter zum Angriff und zerschlug drei britische Karrees, wodurch der ganze rechte Flügel der feindliche Armee zerbrach. Am 25. September führte er einen weiteren Angriff bei El Bodón. Danach wurde Montbrun mit seiner Reiterei zur Armee in Aragon nach Ostspanien versetzt. Im Auftrag von General Suchet sollte er versuchen Alicante einnehmen, aber hier scheiterte er, und musste sich zurückziehen. Viele Militärhistoriker warfen ihn später Nachlässigkeit bei der Aufrechterhaltung der Disziplin vor, aber sie glaubten für diesen Zeitpunkt auch nicht, dass sich die in Spanien isolierten französischen Truppen im verarmten Land lange halten könnten.

### Tod im Russlandfeldzug
General Montbrun kehrte im Januar 1812 nach Frankreich zurück, und im nächsten Monat übernahm er das Kommando über das II. Kavallerie-Korps in Murats Kavalleriereserve. Er diente im russischen Feldzug und kämpfte und siegte östlich von Wilna bei Swentziany und dann später in der Nähe der Düna. Kurz nach Beginn der Schlacht von Borodino (7. September 1812) wurde Montbrun von einer feindlichen Musketenkugel direkt in den Magen getroffen. Er soll noch „Guter Schuss!“ gerufen haben und sank dann vom Pferd. Er erlag noch am selben Tag seiner Verletzung. General Auguste Jean-Gabriel de Caulaincourt übernahm das Kommando, er wurde wenige Stunden später ebenfalls getötet.

## Familie
Louis-Pierre Montbrun heiratete am 1. März 1809 in Paris Marie Madeleine Morand (11. Mai 1789 in Besançon – 22. März 1870 in Paris), Tochter des Generalmajor Joseph Morand (damals Gouverneur von Korsika). Das Ehepaar hatte zwei Kinder:
- Antoine Louis Napoleon (25. Juni 1810 – 9. Oktober 1897)
- Louise Clarisse (28. Januar 1813 – 26. März 1835)